# かもめはかもめ
「かもめはかもめ」は、1978年3月25日に発売された、研ナオコ16枚目のシングル。

## 概要
1977年9月から半年間芸能活動を自粛していたため、前作から6か月ぶりのシングルで、アルバム『かもめのように』（1977年10月25日発売）よりシングルカットしたものである。
1978年1月放映開始のTBSテレビ『ザ・ベストテン』では、この曲で初出演を果たす（最高10位・2週間）。また第20回日本レコード大賞金賞、日本歌謡大賞放送音楽賞を受賞した。さらに同年「第29回NHK紅白歌合戦」にも2年ぶり2回目の返り咲きを果たし、同曲を歌唱する。そして1993年『第44回NHK紅白歌合戦』にも、同曲で1986年以来7年振り11回目の出場を果たした。
2009年以降、オリジナルの音程とは大きく異なる音階で歌唱されている。
シングル音源とアルバム音源とではミックスダウンが異なる。長らくCD化され収録される音源にはシングル・ミックスが用いられていたが、多くのファンが長らく聴くことの出来なかったアルバム・ミックスも2014年5月21日発売の『中島みゆき作品コンプリート』に収録され、久方振りに日の目を浴びた。

## 収録曲
（全作詞・作曲：中島みゆき、全編曲：若草恵）
1. かもめはかもめ
2. ふられた気分で
  - 1982年タイトルを『ふられた気分』に変えセルフカバー。

## カバー
- 石川さゆり（1979年、アルバム『春一輪』収録）
- 中島みゆき（1985年、アルバム『御色なおし』収録／セルフカバー）
- 堀内孝雄（1991年、アルバム『TASTY』収録）
- 中澤裕子（2001年、アルバム『FOLK SONGS』収録）
- 工藤静香（2002年、アルバム『昭和の階段 Vol.1』収録）
- 桂銀淑（2002年、アルバム『桂 銀淑 ヒットカバー名曲集』収録）
- 徳永英明（2006年、アルバム『VOCALIST 2』収録）
- 小金沢昇司（2007年、アルバム『センチメンタル』収録）
- 松原のぶえ（2009年、オムニバスアルバム『エンカのチカラ GOLD 70'S』収録）
- 中西保志（2009年、アルバム『メロディーズ』収録）
- 紗羅マリー（2010年、アルバム『MY NAME IS』収録）
- 大友康平（2012年、アルバム『J-STANDARD BALLADS』収録）
- 島津亜矢（2013年、アルバム『SINGER 2』収録）
- 八代亜紀（2013年、アルバム『カバーコレクション・シリーズ 八代亜紀〜日本のポップスを唄う〜』収録）
- 畠山美由紀（2014年、アルバム『歌で逢いましょう』収録）
- パク・ジュニョン（2015年、アルバム『愛の法則 〜名曲カバー・コレクション〜』収録）
- 大城バネサ（2019年、アルバム『ザ・カバーズ』収録）
- 秋元順子（2021年、アルバム『昭和ロマネスク』収録）
- 大江裕（2021年、アルバム『TRY～大江裕J-POPを歌う～』収録）
- 大空ゆうひ（2022年、アルバム『Canto』収録）